# Савин (Польща)
Савин (Савін, пол. Sawin) — село в Польщі, у гміні Савин Холмського повіту Люблінського воєводства. Населення — 2142 особи (2011).

## Назва
За народним переказом, село було засноване за правління руського князя Данила Романовича, можливо угровським єпископом Іосафом (Савою).

## Історія
1439 року вперше згадується православна церква в селі.
За податковим реєстром 1564 року Савин було містечком Холмського повіту Холмської землі Руського воєводства, були 2 церкви, 15 коморників, 24 ремісників, 1 млин.
За даними етнографічної експедиції 1869—1870 років під керівництвом Павла Чубинського, у селі здебільшого проживали римо-католики, проте населення переважно розмовляло українською мовою. 1872 року місцева греко-католицька парафія налічувала 806 вірян. 1905 року зведено капличку Яна Непомуцького.
16 липня 1938 року польська влада в рамках великої акції руйнування українських храмів на Холмщині і Підляшші знищила місцеву православну церкву.
У 1975—1998 роках село належало до Холмського воєводства.

## Населення
Демографічна структура станом на 31 березня 2011 року:
|          | Загалом | Допрацездатний вік | Працездатний вік | Постпрацездатний вік |
| -------- | ------- | ------------------ | ---------------- | -------------------- |
| Чоловіки | 1042    | 221                | 736              | 85                   |
| Жінки    | 1100    | 217                | 663              | 220                  |
| Разом    | 2142    | 438                | 1399             | 305                  |

## Особистості

### Народилися
- Леон Анджеєвський — польський офіцер держбезпеки, учасник політичних репресій.
- Тадей Карабович (нар. 1959) — український поет, перекладач, педагог, громадський діяч у Польщі[9].